# Bodman-Ludwigshafen
Bodman-Ludwigshafen település Németországban, azon belül Baden-Württembergben. Lakosainak száma 4868 fő (2023. december 31.). Bodman-Ludwigshafen Überlingen, Allensbach és Sipplingen községekkel határos.

## Népesség
A település népessége az elmúlt években az alábbi módon változott:
| Lakosok száma | 2915 | 3625 | 3263 | 3199 | 3334 | 3950 | 3964 | 4281 | 4427 | 4868 |
|               | 1961 | 1967 | 1974 | 1980 | 1987 | 1993 | 2000 | 2006 | 2013 | 2023 |

 1975-ben keletkezett, Bodman és Ludwigshafen am Bodensee (1826-ig Sernatingen) községek összevonásával. A város a Boden-tó északnyugati végéből kiágazó Überlingeni-tó mentén fekszik, Ludwigshafen városrész az északi, Bodman városrész a déli parton.